# Rivière Épervanche
La rivière Épervanche est un affluent de la rivière Péribonka, coulant dans le territoire non organisé de Mont-Valin, dans la municipalité régionale de comté (MRC) du Fjord-du-Saguenay, dans la région administrative de Saguenay–Lac-Saint-Jean, dans la province de Québec, au Canada. Cette rivière est située à la limite Ouest du territoire non organisé du Mont-Valin et dans la partie Nord de la MRC du Fjord-du-Saguenay,.
La foresterie constitue la principale activité économique du secteur ; les activités récréotouristiques, en second.
La surface de la rivière Épervanche est habituellement gelée de la fin novembre au début avril, toutefois la circulation sécuritaire sur la glace se fait généralement de la mi-décembre à la fin mars.

## Géographie
Les principaux bassins versants voisins de la rivière Épervanche sont :
- côté Nord : rivière Péribonka Est, rivière Savane ;
- côté Est : rivière Savane, rivière du Cran Cassé, rivière Lerole, lac Pambrun, rivière des Montagnes Blanches, rivière Boivin (lac Boivin), lac Plétipi ;
- côté Sud : lac Courtois, rivière Courtois, rivière Savane, rivière Péribonka ;
- côté Ouest : rivière Péribonka Est, rivière Péribonka, rivière Témiscamie, lac Indicateur[2].

La rivière Épervanche prend sa source à l’embouchure d’un petit lac non identifié (altitude : 735 m) dans le territoire non organisé de Mont-Valin. Du côté Est d’une montagne, l’embouchure de ce lac est située à :
- 6,4 km au Sud-Ouest du cours de la rivière Savane ;
- 7,3 km au Sud-Est du cours de la rivière Péribonka Est ;
- 16,1 km au Nord du lac Courtois ;
- 20,2 km au Nord-Est de l’embouchure de la rivière Épervanche (confluence avec la rivière Péribonka)[2],[4].

À partir de sa source, la rivière Épervanche coule sur 29,6 km sur un dénivelé de 198 m entièrement en zone forestière, selon les segments suivants :
Cours supérieur de la rivière Épervanche (segment de 6,4 m)
- 3,0 km vers le Sud notamment en traversant un lac non identifié (longueur : 1,0 km ; altitude : 733 m), jusqu’à la rive Nord-Est d’un lac non identifié ;
- 2,3 km vers le Sud-Ouest en traversant un lac non identifié (longueur : 2,6 km ; altitude : 695 m) sur sa pleine longueur, jusqu’à l’embouchure de ce dernier ;
- 1,1 km vers le Sud-Ouest en traversant sur 0,8 km un lac non identifié (longueur : 1,8 km ; altitude : 670 km), jusqu’à l’embouchure ;

Cours intermédiaire de la rivière Épervanche (segment de 10,9 m)
- 3,0 km vers le Sud-Ouest, en traversant trois petits lacs, jusqu’à l’embouchure du dernier qui a une altitude de 652 km ;
- 1,8 km vers le Sud-Ouest, puis le Sud en traversant sur 0,9 km le lac ? (longueur : 1,4 km ; altitude : 646 m), jusqu’à son embouchure ;
- 1,7 km vers le Sud-Ouest, en traversant le lac ? (longueur : 1,1 km ; altitude : 640 m) sur sa pleine longueur, jusqu’à son embouchure ;
- 4,4 km vers l’Ouest, en formant un détour vers le Sud en traversant quelques petits lacs, en recueillant deux décharges (venant du Nord) de lacs non identifiés, puis vers le Sud-Ouest en traversant sur 1,4 km le lac ? (longueur : 2,2 km ; altitude : 614 m), jusqu’à son embouchure ;

Cours inférieur de la rivière Épervanche (segment de 12,3 m)
- 1,9 km vers l’Ouest en recueillant la décharge (venant du Sud) d’un lac non identifié et en formant une courbe vers le Sud, jusqu’à la décharge (venant du Nord) d’un ensemble de lacs ;
- 6,7 km vers le Nord-Ouest, puis le Sud-Ouest, jusqu’à la rive Nord d’un lac non identifié ;
- 1,4 km vers le Sud en traversant un lac (altitude : 567 m) sur sa pleine longueur jusqu’à son embouchure ;
- 2,3 km vers le Sud-Ouest en traversant un lac (longueur : 0,6 km) vers la fin de ce segment, jusqu’à son embouchure[2].

La rivière Épervanche se déverse dans un coude de rivière sur la rive Est de la rivière Péribonka en contournant une île d’une longueur de 0,9 km. Cette embouchure est située :
- 10,7 km au Nord-Ouest d’une baie du lac Courtois ;
- 10,0 km au Sud de l’embouchure de la rivière Péribonka Est (confluence avec la rivière Péribonka) ;
- 38,0 km à l’Est du lac Indicateur lequel est traversé par la rivière Témiscamie ;
- 69,4 km au Nord de l’embouchure de la rivière Savane ;
- 113,7 km au Nord de l’embouchure du lac Onistagane lequel est traversé par la rivière Péribonka ;
- 197,3 km au Nord-Ouest de l’embouchure du lac Péribonka ;
- 335,7 km au Nord de l’embouchure de la rivière Péribonka (confluence avec le lac Saint-Jean)[2].

À partir de l’embouchure de la rivière Épervanche, le courant descend le cours de la rivière Péribonka sur 469,1 km vers le Sud, traverse le lac Saint-Jean sur 29,3 km vers l’Est, puis emprunte sur 155 km le cours de la rivière Saguenay vers l’Est jusqu'à la hauteur de Tadoussac où il conflue avec le fleuve Saint-Laurent.

## Toponymie
Le toponyme de « rivière Épervanche » a été officialisé le 5 décembre 1968 à la Banque des noms de lieux de la Commission de toponymie du Québec.